# Petzl
Petzl— французька компанія, що спеціалізується на виробництві спеціального спорядження для альпінізму, спелеології, скелелазіння та промислового альпінізму. Заснована Фернандом Петцелем у середині 1970-х років.
Компанія працює у трьох основних напрямках:
- Спорядження для альпінізму, скелелазіння та спелеології.
- Професійне спорядження для промислового альпінізму, призначене для роботи на висоті, у небезпечних та важкодоступних місцях.
- Налобні ліхтарі.

## Історія
Фернанд Петцль, народився у 1912 році у Греноблі, наприкінці 1920-х – на початку 1930-х років почав займатися спелеологією. У 1936 році Петцль познайомився з П’єром Шевальє, який тоді лише починав займатися спелеологією. Разом вони почали працювати над вдосконаленням спорядження для свого захоплення.
У 1943 році Шевальє розробив і випробував першу нейлонову мотузку. Ця технологія стала основою для майже всіх майбутніх методів страховки на вертикалях. Інновація Шевальє дозволила здійснити перший спуск у печеру на 1000 метрів, коли Петцль досліджував печеру Гуфр-Берже у Франції у 1950 році.
Наприкінці 1960-х та на початку 1970-х років Петцль продовжив експерименти з технологіями вертикальної страховки. У 1968 році він створив свої перші пристрої для підйому по мотузці, які тоді продавалися під назвою «Продукти Фернанда Петцля». Через п’ять років, у 1973 році, Петцль розробив свій перший альпіністський налобний ліхтар.
У 1975 році була заснована компанія Petzl, коли Фернанд Петцль відкрив перший офіс у Кроллі, Франція. Перша майстерня мала площу близько 670 м² і була розташована біля гори Ден-де-Кролль («Зуб Кролля») неподалік від Гренобля. Через два роки, у 1977 році, Petzl виготовив свої перші страхувальні системи для вертикальної страховки. На початку 1980-х компанія розширила асортимент, включивши спорядження для скелелазіння, альпінізму та рятувальних робіт. У 1981 році було випущено перший брендований налобний ліхтар під назвою ZOOM. У 1986 році Petzl створив свій перший відділ досліджень і розробок.
У 1990 році компанія почала виробляти продукцію для робіт на висоті, а також створила відділ Petzl Securité. У 1991 році був випущений перший самогальмівний спусковий пристрій Grigri, який досі виготовляється і продається. У 1998 році Petzl розробив пристрій TIBLOC — модифікацію свого початкового дизайну пристрою для підйому по мотузці. Того ж року Petzl переніс свій північноамериканський центр дистрибуції з Ла-Файєтта, штат Джорджія, до Клірфілда, штат Юта. Це був перший корпоративний центр дистрибуції Petzl за межами Франції.

У 2000 році Petzl придбав компанію Charlet Moser, розробника льодорубів і кішок, розширивши виробництво для льодолазіння. Того ж року Petzl випустив перші налобні ліхтарі на базі LED під брендом TIKKA. 

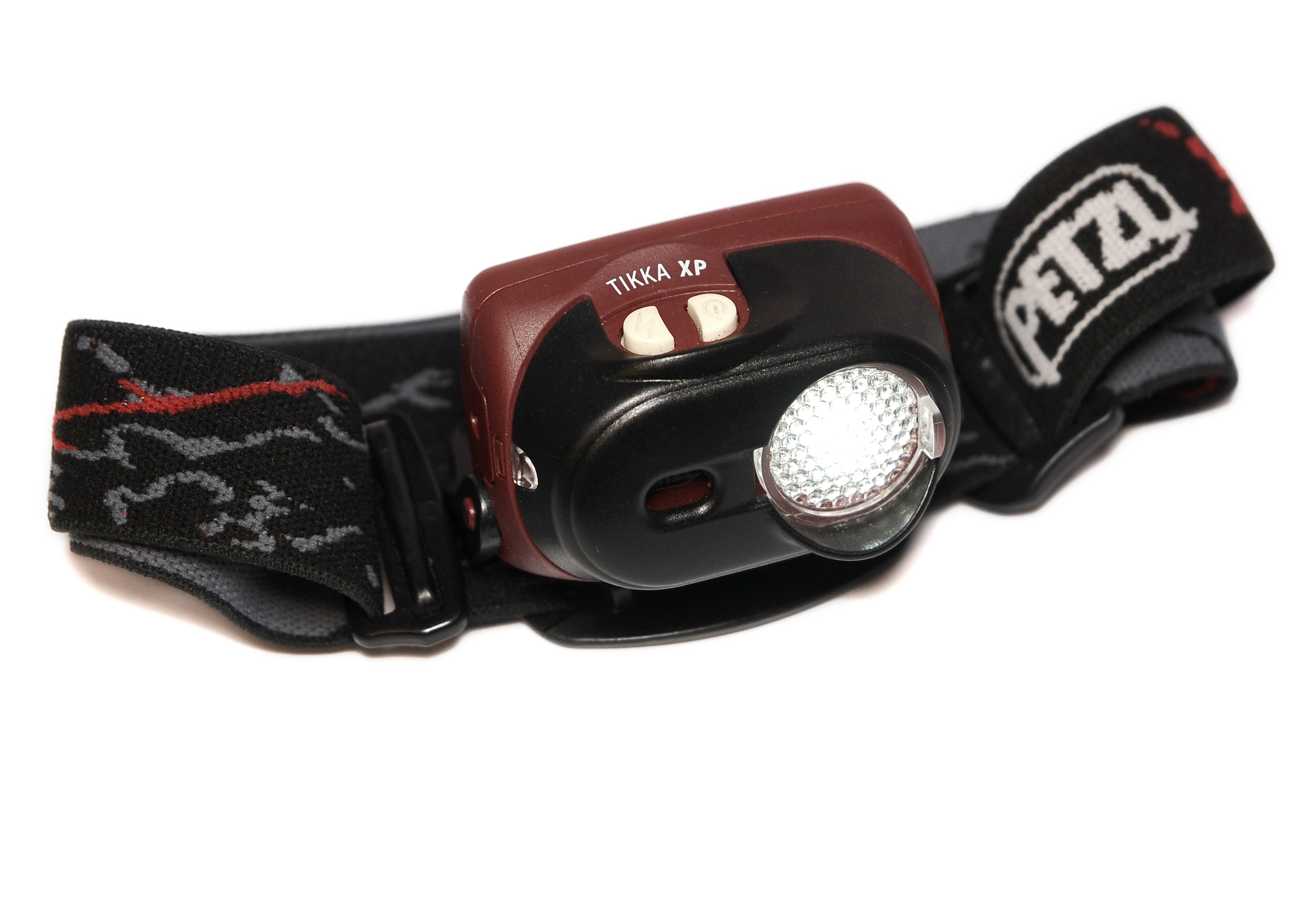

Станом на 2001 рік Petzl пропонував близько 600 різних продуктів. У 2002 році було розроблено льодоруб QUARK ERGO, перший безремінний інструмент із вигнутою формою. У 2004 році компанія представила свій перший пристрій для захисту від падіння для робіт на висоті. У 2006 році було призначено нового генерального директора Паскаля Боніно, а також створено Фонд Petzl.
Мета Фонду Petzl — популяризація активності на природі, підвищення соціальної та екологічної обізнаності, а також підтримка проектів екологічного збереження, досліджень з профілактики ризиків та освітніх програм.
У 2006 році Petzl відкликав близько 8,000 карабінів через їхню схильність до поломки. У 2007 році компанія брала участь у демонстрації безпеки та рятувальних робіт на найбільшій у світі виставці з безпеки в Дубаї.
Фернанд Петцль помер у 2003 році. Його син Поль Петцль є президентом і засновником корпорації Petzl.